# Klinikum Berlin Mitte – Leben in Bereitschaft
Klinikum Berlin Mitte – Leben in Bereitschaft ist eine deutsche Krankenhausserie, die von der Phoenix Film produziert und seit dem 22. Februar 2000 auf ProSieben und später auf Sat.1 ausgestrahlt wurde. Sie ist an die US-amerikanische Fernsehserie Emergency Room – Die Notaufnahme angelehnt. Nach nur drei Staffeln wurde sie 2002 eingestellt.

## Handlung
Klinikum Berlin Mitte – Leben in Bereitschaft präsentiert die Helden des Klinikalltags. Die jungen Ärzte kämpfen jeden Tag um das Leben der unterschiedlichsten Patienten. Es ist nicht immer leicht, Beruf und Privatleben unter einen Hut zu bringen.
Im Mittelpunkt steht die Notaufnahme des fiktiven Klinikums, in der insbesondere Dr. Claudia Jungblut und Dr. Jens Leyendecker während der gesamten Dauer der Serie als Notärzte im Einsatz sind. Ab der 2. Episode werden sie von Daniel Thies, einem Arzt im Praktikum, verstärkt. Nach Ablauf seines Vertrags arbeitete Thies unentgeltlich im Klinikum weiter.
Für den am Ende der ersten Staffel ausscheidenden Dr. Andreas Hauff, der aus privaten Gründen die Klinik verlässt, nachdem seine Frau Susanne erschossen worden ist, folgt mit Beginn der 2. Staffel der vorher als Oberarzt im Marienkrankenhaus tätige  Dr. Ho-An Lee. Weitere Ärzte sind in der ersten Staffel die Anästhesistin Dr. Barbara Wendland und in der dritten Staffel die Neurologin Dr. Angelika von Thum, mit denen Dr. Jens Leyendecker Verhältnisse hatte.
Chefarzt der Klinik ist Prof. Dr. Ulrich Bischoff, der von den Oberärzten Dr. Marcel Plenzdoff und Dr. Julia Ritter unterstützt wird. Diese bekommen in der zweiten Staffel ein gemeinsames Kind. Regelmäßig ist auch der behinderte Krankenhausbote Dieter Bach zu sehen, der von Professor Bischoff in die Klinik geholt wurde.
Die Oberschwester Katharina Schnell scheidet am Ende der ersten Staffel aus und wird durch Ayfer Sükür ersetzt. Von Anfang an wirkte die Krankenschwester Ivonne Hoyer mit, die mit dem iranischen Notarzt Dr. Karim Busch liiert war, bis dieser nach der 17. Episode zurück nach Teheran ging. Bereits während der ersten Staffel arbeitete Busch in einem Krisengebiet, wodurch er durch ein eingeliefertes Erdbebenopfer beeinflusst wurde. Unterstützt werden die Oberschwestern ab der zweiten Staffel auch von der Lernschwester Maria.
Die Patienten wechseln in der Regel. Am Ende der ersten Staffel drohte der Klinik die Schließung der Notaufnahme. Durch die Fusion mit dem Marienkrankenhaus konnte Dr. Bischoff dies verhindern. Dadurch kamen neue Mitarbeiter an das Klinikum Berlin Mitte.

## Besetzung
| Darsteller           | Figur                         | Beschreibung        |
| -------------------- | ----------------------------- | ------------------- |
| Francis Fulton-Smith | Dr. Jens Leyendecker          | Assistenzarzt       |
| Anke Sevenich        | Dr. Claudia Jungblut          | Assistenzärztin     |
| Thomas Balou Martin  | Dr. Andreas Hauff (St. 1)     | Assistenzarzt       |
| Rita Lengyel         | Dr. Barbara Wendland (St. 1)  | Anästhesistin       |
| Lisa Wolf            | Katharina Schell (St. 1)      | Oberschwester       |
| Dirk Martens         | Dr. Marcel Plenzdorff         | Oberarzt            |
| Denise Virieux       | Dr. Julia Ritter              | Oberärztin          |
| Dorkas Kiefer        | Yvonne Hoyer                  | Oberschwester       |
| Peter Ketnath        | Dr. Daniel Thies (ab Ep. 2)   | Arzt im Praktikum   |
| Hans-Martin Stier    | Prof. Dr. Ulrich Bischoff     | Klinikchef          |
| Maverick Quek        | Dr. Ho-An Lee (St. 2–3)       | Assistenzarzt       |
| Boris Aljinovic      | Dr. Karim Busch (bis Ep. 17)  | Notarzt             |
| Michael Schiller     | Dieter Bach                   | Pfleger             |
| Şükriye Dönmez       | Ayfer Sükür (St. 2–3)         | Oberschwester       |
| Zora Holt            | Lernschwester Maria (St. 2–3) | Schwesternschülerin |
| Feo Schenk           | Angelika von Thum (St. 3)     | Neurologin          |

| Darsteller      | Figur                   | Beschreibung             |
| --------------- | ----------------------- | ------------------------ |
| Leon Boden      | Werner Hoffmann (St. 3) | Künstler/Claudias Freund |
| Judy Winter     | Renate Leyendecker      | Jens’ Mutter             |
| Cecilia Kunz    | Susanne Hauff           | Andreas’ Frau            |
| Anna Bertheau   | Luisa Jungblut          | Claudias Tochter         |
| Jamie Schuricht | Anna Hauff              | Andreas’ Tochter         |

## Veröffentlichung
Die ersten beiden Staffeln wurden vom 22. Februar 2000 bis 12. Juni 2001 auf ProSieben erstausgestrahlt. Die dritte und letzte Staffel hatte vom 28. Februar bis 30. Mai 2002 auf Sat.1 Premiere. Die dreizehnteilige erste Staffel erschien auch auf VHS.
1. Hundstage (22. Feb. 2000)
2. Der Neue (29. Feb. 2000)
3. Frauentag (7. März 2000)
4. Bekenntnisse (14. März 2000)
5. Prüfungen (21. März 2000)
6. Väter und Söhne (28. März 2000)
7. Sehendes Auge (4. Apr. 2000)
8. Auf eigenes Risiko (11. Apr. 2000)
9. Leben heißt kämpfen (18. Apr. 2000)
10. Kein Zurück (25. Apr. 2000)
11. Glatteis (2. Mai 2000)
12. Familienangelegenheiten (9. Mai 2000)
13. Der letzte Tag (16. Mai 2000)

1. Die Neuen (6. März 2001)
2. Dunkel war's… (13. März 2001)
3. Familienbande (20. März 2001)
4. Zoff (27. März 2001)
5. Abrechnung (3. Apr. 2001)
6. Vollmond (10. Apr. 2001)
7. Ein ganz normaler Tag (17. Apr. 2001)
8. Geiselnahme (8. Apr. 2001)
9. Panik (15. Mai 2001)
10. Unverhofft (22. Mai 2001)
11. Schicksalstag (29. Mai 2001)
12. Hoffnung (5. Juni 2001)
13. Die große Liebe (12. Juni 2001)

1. Blue Monday (28. Feb. 2002)
2. Missverständnis (7. März 2002)
3. Kampftag (14. März 2002)
4. Abgesperrt (21. März 2002)
5. Vaterbilder (28. März 2002)
6. Sprachlos (4. Apr. 2002)
7. Die Entführung (11. Apr. 2002)
8. Tag X (18. Apr. 2002)
9. Der Antrag (25. Apr. 2002)
10. Spitzenspiel (2. Mai 2002)
11. Nachtschicht (16. Mai 2002)
12. Verrückt nach Liebe (23. Mai 2002)
13. Die grüne Fee (30. Mai 2002)